# 北会津町下野
北会津町下野（きたあいづまち しもの）は、福島県会津若松市の大字である。郵便番号は969-6013。

## 地理
会津若松市北西部の北会津地区（旧北会津郡北会津村域）に属する。西で北会津町西後庵、北で北会津町金屋、北東で大沼郡会津美里町早泥、東で会津美里町荒井前、南西で会津美里町清水台、南で会津美里町橋丸とそれぞれ隣接する。概ね町村制施行以前の北会津郡宮木村のうち、旧下野村域の流れを汲む地域である。北会津地区南西端部に位置し、一級水系阿賀野川水系氷玉川右岸流域の一角を範囲とする。中央部を福島県道130号会津高田会津本郷線が東西に横断する。域内全域にわたり水田が広がり、中央部の字大豆田周辺に集落が位置する。北会津地区の他大字と同様に集落がある区画のほとんどは「字」以降を付けず大字に直接番地が続く住所表記がなされる。 

### 河川・湖沼
一級水系阿賀野川水系
- 氷玉川

### 主な字
字
- 大豆田
- 下野前
- 新田
- 舘廻
- 檀ノ北

- 中清水
- 濁川向
- 西畑
- 古川
- 前川原堀東

## 歴史
- 1875年8月12日 - 西後庵新田村、上荒井村、金屋村、下野村が統合され宮木村が発足する。
- 1879年1月27日 - 宮木村が福島県内における郡区町村制の施行により北会津郡の村となる。
- 1889年4月1日 - 町村制の施行により宮木村が周辺6村と合併し川南村が発足する。旧宮木村域は川南村大字宮木となる。
- 1956年5月1日 - 川南村が荒舘村と合併して北会津村が発足し、北会津村の大字となる。
- 2004年11月1日 - 北会津村が会津若松市に編入され会津若松市の大字となるのに伴い、大字宮木のうち字古川乙、前川原堀東乙、檀ノ北乙、新田乙、西畑乙、舘廻乙、大豆田乙、濁川向、大豆田、中清水、下野前が北会津町下野へと変更される。

## 世帯数と人口
2024年1月1日現在の世帯数と人口は以下の通りである。
| 大字         | 世帯数 | 人口 |
| ------------ | ------ | ---- |
| 北会津町下野 | 20世帯 | 58人 |

## 小・中学校の学区
市立小・中学校に通う場合、学区は以下の通りとなる。
| 番地 | 小学校                 | 中学校                   |
| ---- | ---------------------- | ------------------------ |
| 全域 | 会津若松市立川南小学校 | 会津若松市立北会津中学校 |

## 交通

### 道路
- 福島県道130号会津高田会津本郷線
  - 鶴沼橋
- 幹線二級市道23号

## 施設
- 下野熊野神社